# Thada striata
Thada striata är en rundmaskart. Thada striata ingår i släktet Thada och familjen Neotylenchidae. Inga underarter finns listade i Catalogue of Life.